# マイク・キンケード
マイケル・アーサー・キンケード（Michael Arthur "Mike" Kinkade , 1973年5月6日 - ）は、アメリカ合衆国ミシガン州出身の元プロ野球選手。ポジションは主に三塁手だが、投手以外の全ポジションをこなす。2004年に阪神タイガースに所属し、「キンちゃん」の愛称で呼ばれた。

## 来歴・人物
ワシントン州立大学在学中の1994年にミルウォーキー・ブルワーズからドラフト19巡目で指名されるが拒否。翌1995年に再びブルワーズから9巡目で指名され契約。
1998年にニューヨーク・メッツに移籍し、同年9月にメジャーデビュー。1999年4月29日のサンディエゴ・パドレス戦でダン・ミセリからメジャー初本塁打を打った。
2000年のシドニーオリンピックに野球アメリカ合衆国代表として出場し、金メダルを獲得した。またこの年の途中にボルチモア・オリオールズに移籍。翌年から出番が増え始め、2002年からはロサンゼルス・ドジャースに2シーズン所属した後、2003年12月3日阪神に入団。
2004年オープン戦では打率4割をマークするなど好調で、内外野に加えて捕手まで守れるというユーティリティープレイヤーであったことから期待は大きかったが、シーズンに入ると、日本初打席で上原浩治から死球を受けるなど、内角攻めをよけない姿が見られた。開幕7試合目の4月9日の中日ドラゴンズ戦で通算6個目の死球をマーチン・バルガスから頭部に受けてマウンドに向かおうとするも倒れて途中退場（バルガスは危険球で退場処分）。5月11日の読売ジャイアンツ戦では死球で左手薬指を骨折し、以降は二軍暮らしが続いた。
その後、8月に入りジョージ・アリアスが不振に陥ったために一軍に昇格する。8月10日の横浜ベイスターズ戦で代打でヒットを打ち、翌日の試合ではアリアスに代わって一塁手でスタメン出場したが、この試合でダイビングキャッチを試みた際に再び負傷。そのまま二軍に逆戻りし、10月17日退団が発表された。
その後、同年のオフにNPBに新規参入した東北楽天ゴールデンイーグルスが獲得するという報道が一部で流れたが実現には至らず、クリーブランド・インディアンスと契約しAAA級でプレー。その後2006年にはフロリダ・マーリンズ、2007年にはシカゴ・カブス、ニューヨーク・ヤンキースなどのマイナー、独立リーグでプレー。2008年にシアトル・マリナーズのAAA級でプレーし引退。
現役引退後は、マリナーズ傘下ショートシーズンA級のエバレット・アクアソックスで打撃コーチを務めた。

## 退場処分
開幕戦の4月2日の巨人戦の7回表、巨人先発の上原浩治が投じた内角球をストライクと判定され見逃し三振に倒れた際、井野修球審に暴言を吐き、退場処分を受けた。開幕戦での退場処分は1958年の南海ホークスの杉山光平以来46年ぶり2度目でセ・リーグでは初めて。

## プレースタイル
日本ではわずか26試合の出場に留まったが、その26試合で死球が12個と非常に多かった。メジャーリーグ時代は、491打席でわずか2死球であったが、日本では、シーズンに入ると開幕戦での初打席死球を皮切りに4試合連続死球を受け、頭部死球を経て復活した後の4月20日時点で出場8試合で8死球という状態で、翌4月21日の中日戦では、山本昌の投球が右膝に当たったものの「わざと膝を出した」との理由で死球判定をされなかった。また、4月29日の横浜戦でも、三浦大輔の投球に右膝を出して当たったが、こちらは死球が認められ、横浜側からの抗議も実らなかった。
打撃は、パワーと広角に打ち分ける柔軟さを活かしたバッティングが持ち味で、阪神入団後のキャンプではパワーを活かした飛距離抜群の柵越えを連発していた。また本塁打を打ったときに全力疾走する姿は萩本欽一にちなんで「キンちゃん走り」と呼ばれた。
守備は、本職の外野の他に一塁、三塁、そして捕手もこなすこともでき、守備機会のあった多くのポジションをどれも無難にこなした。

## 詳細情報

### 年度別打撃成績
| 年 度    | 球 団    | 試 合 | 打 席 | 打 数 | 得 点 | 安 打 | 二 塁 打 | 三 塁 打 | 本 塁 打 | 塁 打 | 打 点 | 盗 塁 | 盗 塁 死 | 犠 打 | 犠 飛 | 四 球 | 敬 遠 | 死 球 | 三 振 | 併 殺 打 | 打 率 | 出 塁 率 | 長 打 率 | O P S |
| -------- | -------- | ----- | ----- | ----- | ----- | ----- | -------- | -------- | -------- | ----- | ----- | ----- | -------- | ----- | ----- | ----- | ----- | ----- | ----- | -------- | ----- | -------- | -------- | ----- |
| 1998     | NYM      | 3     | 2     | 2     | 2     | 0     | 0        | 0        | 0        | 0     | 0     | 0     | 0        | 0     | 0     | 0     | 0     | 0     | 0     | 0        | .000  | .000     | .000     | .000  |
| 1999     | NYM      | 28    | 51    | 46    | 3     | 9     | 2        | 1        | 2        | 19    | 6     | 1     | 0        | 0     | 0     | 3     | 0     | 2     | 9     | 1        | .196  | .245     | .413     | .658  |
| 2000     | NYM      | 2     | 2     | 2     | 0     | 0     | 0        | 0        | 0        | 0     | 0     | 0     | 0        | 0     | 0     | 0     | 0     | 0     | 1     | 0        | .000  | .000     | .000     | .000  |
| 2000     | BAL      | 3     | 8     | 7     | 0     | 3     | 1        | 0        | 0        | 4     | 1     | 0     | 0        | 0     | 0     | 0     | 0     | 1     | 0     | 0        | .429  | .429     | .571     | 1.000 |
| '00計    | BAL      | 5     | 10    | 9     | 0     | 3     | 1        | 0        | 0        | 4     | 1     | 0     | 0        | 0     | 0     | 0     | 0     | 1     | 1     | 0        | .333  | .333     | .444     | .778  |
| 2001     | BAL      | 61    | 177   | 160   | 19    | 44    | 5        | 0        | 4        | 61    | 16    | 2     | 1        | 0     | 0     | 14    | 0     | 3     | 31    | 8        | .275  | .333     | .381     | .715  |
| 2002     | LAD      | 37    | 60    | 50    | 7     | 19    | 5        | 0        | 2        | 30    | 11    | 1     | 0        | 0     | 0     | 4     | 0     | 6     | 10    | 2        | .380  | .426     | .600     | 1.026 |
| 2003     | LAD      | 88    | 191   | 162   | 25    | 35    | 7        | 0        | 5        | 57    | 14    | 1     | 3        | 0     | 0     | 13    | 2     | 16    | 38    | 8        | .216  | .282     | .352     | .634  |
| 2004     | 阪神     | 26    | 102   | 86    | 13    | 20    | 1        | 1        | 3        | 32    | 7     | 1     | 0        | 0     | 0     | 4     | 0     | 12    | 19    | 6        | .233  | .353     | .372     | .725  |
| MLB：6年 | MLB：6年 | 222   | 491   | 429   | 56    | 110   | 20       | 1        | 13       | 171   | 48    | 5     | 4        | 0     | 0     | 34    | 2     | 28    | 89    | 19       | .256  | .314     | .399     | .713  |
| NPB：1年 | NPB：1年 | 26    | 102   | 86    | 13    | 20    | 1        | 1        | 3        | 32    | 7     | 1     | 0        | 0     | 0     | 4     | 0     | 12    | 19    | 6        | .233  | .353     | .372     | .725  |

### 記録
NPB
- 初出場・初先発出場：2004年4月2日、対読売ジャイアンツ1回戦（東京ドーム）、3番・三塁手として先発出場
- 初打席：同上、1回表に上原浩治から死球
- 初安打・初本塁打・初打点：2004年4月4日、対読売ジャイアンツ3回戦（東京ドーム）、4回表に木佐貫洋から右越2ラン
- 初盗塁：2004年4月29日、対横浜ベイスターズ5回戦（阪神甲子園球場）、9回裏に二盗（投手：佐々木主浩、捕手：相川亮二）

### 背番号
- 33（1998年 - 2000年）
- 39（2000年）
- 17（2001年）
- 7（2002年 - 2003年）
- 22（2004年）

### 登場曲
- 「Bad To The Bone」George Thorogood（英語版）（2004年）